# Mi-temps au mitard
Pour les articles homonymes, voir The Longest Yard.
Pour plus de détails, voir Fiche technique et Distribution.
Mi-temps au mitard ou Le Dernier Essai au Québec (The Longest Yard) est un film américain réalisé par Peter Segal et sorti en 2005. Il s'agit d'un remake de Plein la gueule de Robert Aldrich sorti en 1974. Le personnage principal est ici incarné par Adam Sandler. Burt Reynolds, qui tenait ce rôle dans le film original, apparait ici dans un rôle secondaire.
Le film reçoit des critiques presse plutôt négatives mais réalise de bons résultats au box-office.

## Synopsis
Paul Crewe est un ancien joueur de football américain, ayant même remporté le titre de meilleur joueur de la ligue NFL. L'ancien quarterback a été banni de cette ligue pour avoir, semble-t-il, perdu délibérément un match. Il est alors placé sous probation fédérale pendant cinq ans. Un soir, il participe à une fête à San Diego. Il repart très alcoolisé dans la voiture de sa petite amie Lena. Il est alors poursuivi par la police et provoque un accident de voiture. Sa probation est révoquée et il est condamné à trois ans de prison.
Utilisant son influence et ses contacts, Rudolph Hazen, directeur d'une prison texane, parvient à faire transférer Crewe dans sa prison. Grand passionné de football, Rudolph Hazen souhaite l'utiliser comme entraîneur pour son équipe de football, qui évolue en ligue semi-professionnelle, composée des gardiens de la prison. Il compte en partie sur cela pour accéder au poste de gouverneur du Texas. Paul est au départ réticent. Mais, après avoir été placé une semaine en isolement Crewe recommande que l'équipe, menée par le capitaine Knauer, fasse un match amical contre une équipe composée de prisonniers. Hazen charge Crewe de sélectionner et d'entraîner ces détenus de la prison, bien qu'ils pensent qu'ils sont bien trop indisciplinés, atteignant ainsi non seulement ses objectifs, mais exerçant également son pouvoir sur les détenus.
Paul Crewe se lie d'amitié avec certains prisonniers, dont James Farrell, surnommé Caretaker, qui l'aide à organiser les tests. L'équipe se forme peu à peu et cela séduit l'ancienne star du football universitaire, Nate Scarborough, qui décide d'aider Paul à entraîner l'équipe en rassemblant plusieurs détenus intimidants. La plupart rejoignent l'équipe pour se venger des gardiens abusifs. Paul va devoir fédérer les différents clans de détenus pour monter une équipe très compétitive.

## Fiche technique
- Titre français : Mi-temps au mitard
- Titre québécois : Le Dernier Essai
- Titre original : The Longest Yard
- Réalisation : Peter Segal
- Scénario : Sheldon Turner (en), d'après le scénario de Plein la gueule écrit par Tracy Keenan Wynn et Albert S. Ruddy
- Musique : Teddy Castellucci
- Montage : Jeff Gourson (en)
- Décors : Perry Andelin Blake
- Photographie : Dean Semler
- Production : Jack Giarraputo
- Sociétés de production : MTV Films, Happy Madison Productions, Paramount Pictures, Columbia Pictures et Callahan Filmworks
- Sociétés de distribution : Paramount Pictures, Gaumont Columbia TriStar Films
- Budget : 82 000 000 $[1]
- Pays de production :  États-Unis
- Langue originale : anglais
- Format : couleur
- Genre : comédie, sport
- Durée : 113 minutes
- Dates de sortie[2] :
  - États-Unis : 30 mai 2005
  - France : 23 novembre 2005
- Classification[3] :
  - États-Unis : PG-13
  - France : tous publics

## Distribution
- Adam Sandler (VF : Serge Faliu ; VQ : Alain Zouvi) : Paul "Wrecking" Crewe
- Chris Rock (VF : Lucien Jean-Baptiste ; VQ : Gilbert Lachance) : James "Caretaker" Farrell
- Burt Reynolds (VF : Marc Cassot ; VQ : Vincent Davy) : Nate Scarborough
- James Cromwell (VF : Michel Ruhl ; VQ : Claude Préfontaine) : le directeur Rudolph Hazen
- William Fichtner (VF : Tony Joudrier ; VQ : Jean-Luc Montminy) : le capitaine Knauer
- Nelly (VF : Raphaël Cohen) : Megget
- Michael Irvin (VF : Paul Borne) : Deacon Moss
- Walter Williamson : Errol Dandridge
- Bill Goldberg (VQ : Alain Sauvage) : Battle
- Terry Crews (VF : Michel Vigné ; VQ : Sylvain Hétu) : "Cheeseburger" Eddy
- Bob Sapp : Switowski
- Nicholas Turturro (VQ : Renaud Paradis) : Brucie
- Steve Austin : le gardien Dunham
- The Great Khali : Turley
- Lobo Sebastian (VQ : Manuel Tadros) : Torres
- Joey Diaz : Big Tony
- Steve Reevis : Baby Face Bob
- David Patrick Kelly : Unger
- Courteney Cox (VF : Maïk Darah) : Lena (non créditée)
- Cloris Leachman (VQ : Johanne Garneau) : Lynette
- Kevin Nash : le garde Engleheart
- Rob Schneider : Punky
- Lauren Sánchez : elle-même
- Kon Artist : un détenu jouant au basket
- Bizarre : un détenu jouant au basket
- Proof : un détenu jouant au basket
- Kuniva : un détenu jouant au basket
- Swifty McVay : un détenu jouant au basket
- Patrick Bristow : Walt

- Version française
  - Studio de doublage : Dubbing Brothers
  - Direction artistique : Laurent Dattas
  - Adaptation des dialogues : Didier Drouin

 Source et légende : version française (VF) sur RS Doublage et AlloDoublage
 Source et légende : version québécoise (VQ) sur Doublage.qc.ca

## Production

### Genèse et développement

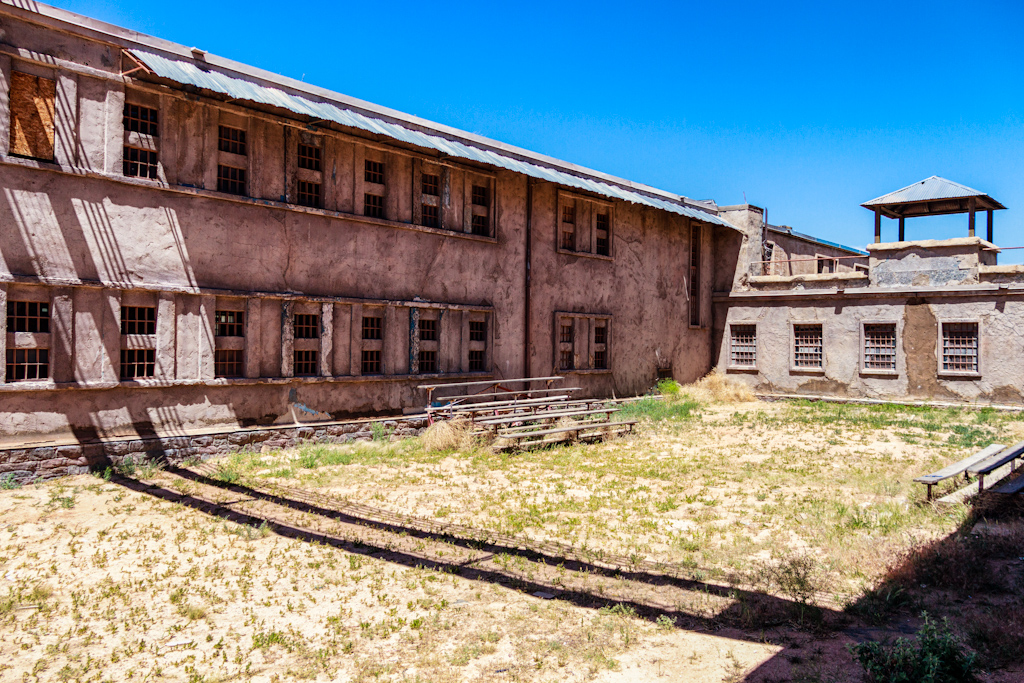
Le pénitencier du Nouveau-Mexique ayant servi de décor principal

Le scénario est basé sur celui du film Plein la gueule (The Longest Yard) de Robert Aldrich, sorti en 1974. Un remake avait déjà été produit au Royaume-Uni, Carton rouge (2001), où le sport pratiqué est le football. Le projet est lancé par l'acteur-producteur Adam Sandler via sa société Happy Madison Productions.

### Distribution des rôles
Dans la distribution du film, cinq catcheurs professionnels sont présents : Stone Cold Steve Austin, Bill Goldberg, Kevin Nash, Bob Sapp et Dalip "The Great Khali" Singh. Adam Sandler fait également appel à Michael Papajohn, qui avait été sa doublure cascades sur plusieurs films.
Le rôle du directeur de la prison a été proposé à Gary Oldman. Un rôle a été proposé au rappeur Snoop Dogg. Par ailleurs, deux acteurs du film original sont ici présents dans d'autres rôles : Burt Reynolds et Ed Lauter.
Plusieurs membres du groupe de rap D12 (Kon Artist, Bizarre, Proof, Kuniva et Swifty McVay) incarnent des détenus jouant au basket.

### Tournage
Le tournage a lieu principalement au pénitencier du Nouveau-Mexique situé dans le comté de Santa Fe. La scène du match de football à la fin du film est tournée au Murdock Stadium du El Camino College (en) en Californie. La course-poursuite est filmée à Long Beach. Quelques séquences sont tournées à Los Angeles.
Les acteurs ont été dirigés et préparés par Mark Ellis, un ancien quarterback ayant servi de consultant sur des films comme Coach Carter, Friday Night Lights et L'Enfer du dimanche.

## Bande originale
La bande originale est constituée de chansons rap. Publié par Derrty Entertainment et Universal Records, l'album est un succès. Il se classe à la 11e place du Billboard 200, 10e au Top R&B/Hip-Hop Albums et 1er au Top Soundtracks.
| 1.    | Errtime (interprété par Nelly, Jung Tru & King Jacob)            | Jazze Pha                    | 4:09 |
| 2.    | Shorty Bounce (interprété par Lil' Wayne)                        | Furious                      | 4:06 |
| 3.    | Bounce Like This (interprété par T.I.)                           | Nick "Fury" Loftin           | 4:48 |
| 4.    | Let 'Em Fight (interprété par Ali & Gipp)                        | Trife                        | 3:35 |
| 5.    | Stomp (interprété par Murphy Lee, King Jacob & Prentice Church)  | Fala Beats                   | 4:25 |
| 6.    | So Fly (interprété par Akon & Blewz)                             | Erick Sermon                 | 3:44 |
| 7.    | U Should Know (interprété par 216)                               | Yonny                        | 4:10 |
| 8.    | Whip Yo Ass (interprété par WC & Nelly)                          | Hardley Davidson             | 3:14 |
| 9.    | Talking That Talk (interprété par Chamillionaire & David Banner) | David Banner                 | 3:56 |
| 10.   | Datz on My Mama (interprété par Taylor Made & Nelly)             | Hardley Davidson             | 4:52 |
| 11.   | Infultrate (interprété par Trillville)                           | Emperor Searcy               | 3:28 |
| 12.   | My Ballz (interprété par D12)                                    | - Eminem - Luis Resto (add.) | 4:26 |
| 13.   | Fly Away (interprété par Nelly)                                  | Rashad Hill                  | 4:14 |
| 53:01 |                                                                  |                              |      |

## Sortie et accueil

### Critique
Le film reçoit des critiques globalement mitigées. Sur l’agrégateur de critiques Rotten Tomatoes, il n'obtient que 31% d'avis favorables pour XX critiques et une note moyenne de 4,8⁄10. Le consensus suivant résume les critiques compilées par le site : « Il y a quelques rires mais ce qui manque à ce remake, c'est la nervosité de l'original ». Sur Metacritic, il obtient une note moyenne de 48⁄100 pour 35 critiques.
Sur le site AlloCiné, qui recense 6 critiques de presse, le film obtient la note moyenne de 2,8⁄5
.

### Box-office
Produit pour un budget de 82 millions de dollars, Mi-temps au mitard en récolte plus de 191 millions au box-office. Il performe également sur le marché de la vidéo.
| Pays ou région     | Box-office    | Date d'arrêt du box-office | Nombre de semaines |
| ------------------ | ------------- | -------------------------- | ------------------ |
| États-Unis, Canada | 158 119 460 $ | 6 octobre 2005             | 19                 |
| France             | 4 160 entrées | -                          | -                  |
| Total mondial      | 191 466 556 $ |                            |                    |

## Distinctions principales
(en) Récompenses pour Mi-temps au mitard sur l’Internet Movie Database

### Récompenses
- BET Comedy Awards 2005 : meilleur acteur dans un second rôle pour Chris Rock
- Teen Choice Awards 2005 : meilleur rappeur dans un film pour Nelly
- BMI Film and TV Awards 2006 : meilleure musique de film pour Teddy Castellucci

### Nominations
- MTV Movie & TV Awards 2006 : meilleure performance comique pour Adam Sandler et meilleure révélation pour Nelly
- People's Choice Awards 2006 : meilleure comédie, meilleur duo à l'écran pour Chris Rock et Adam Sandler
- Razzie Awards 2006 : pire second rôle masculin pour Burt Reynolds (également pour Shérif, fais-moi peur)